# کولگونینو
کولگونینو (انگلیسی: Kulgunino) یک شهرک در شهرستان ایشیمبایسکی استان باشقیرستان کشور روسیه است.